# 穆納奇 (新澤西州)
穆納奇（英語：Moonachie）是位於美國新澤西州伯根縣的自治市鎮。

## 人口
根據2020年美國人口普查的數據，穆納奇的面積為4.51平方千米，當中陸地面積為4.48平方千米，而水域面積為0.03平方千米。當地共有人口3133人，而人口密度為每平方千米695人。